# Славгородський район
Славгородський район (біл. Слаўгарадскі раён) або Пропойський район (біл. Прапойскі раён) — адміністративна одиниця Білорусі, Могильовська область.